# Польща на зимових Олімпійських іграх 1932
Польща на зимових Олімпійських іграх 1932 року, які проходили в американському місті Лейк-Плесід, була представлена 15 спортсменами (всі чоловіки) у 4 видах спорту. Прапороносцем на церемонії відкриття Олімпійських ігор був хокеїст Юзеф Стоговський. Польські спортсмени не здобули жодної медалі.

## Лижне двоборство
| Спортсмен         | Змагання                    | Лижні перегони | Лижні перегони | Лижні перегони | Стрибок з трампліну | Стрибок з трампліну | Стрибок з трампліну | Стрибок з трампліну | Разом  | Разом |
| Спортсмен         | Змагання                    | Бали           | Час            | Місце          | Дистанція 1         | Дистанція 2         | Бали                | Місце               | Бали   | Місце |
| ----------------- | --------------------------- | -------------- | -------------- | -------------- | ------------------- | ------------------- | ------------------- | ------------------- | ------ | ----- |
| Анджей Марусаж    | нормальний трамплін / 18 км | 1'47:17        | 147.00         | 24             | 45.0                | 50.0                | 188.1               | 20                  | 335.10 | 19    |
| Станіслав Марусаж | нормальний трамплін / 18 км | 1'39:56        | 179.25         | 13             | 50.0                | 49.0 (fall)         | 128.8               | 28                  | 308.05 | 27    |
| Броніслав Чех     | нормальний трамплін / 18 км | 1'36:37        | 195.00         | 8              | 51.0                | 50.0                | 197.0               | 14                  | 392.00 | 7     |

## Лижні перегони
| Дисципліна      | Спорстмени        | Дистанція    | Дистанція |
| Дисципліна      | Спорстмени        | Час          | Місце     |
| --------------- | ----------------- | ------------ | --------- |
| 18 км, чоловіки | Здзіслав Мотика   | 1'41:58      | 32        |
| 18 км, чоловіки | Станіслав Скупень | 1'41:48      | 31        |
| 18 км, чоловіки | Станіслав Марусаж | 1'39:56      | 27        |
| 18 км, чоловіки | Броніслав Чех     | 1'36:37      | 18        |
| 50 км, чоловіки | Станіслав Скупень | не фінішував | –         |
| 50 км, чоловіки | Здзіслав Мотика   | не фінішував | –         |

## Стрибки з трапліна
| Спортсмен         | Дисципліна          | Стрибок 1 | Стрибок 1 | Стрибок 1 | Стрибок 2 | Стрибок 2 | Стрибок 2 | Разом | Разом |
| Спортсмен         | Дисципліна          | Відстань  | Бали      | Місце     | Відстань  | Бали      | Місце     | Бали  | Місце |
| ----------------- | ------------------- | --------- | --------- | --------- | --------- | --------- | --------- | ----- | ----- |
| Анджей Марусаж    | нормальний трамплін | 51.5      | 91.3      | 22        | 54.0      | 94.6      | 21        | 185.9 | 22    |
| Станіслав Марусаж | нормальний трамплін | 55.0      | 95.5      | 19        | 53.0      | 97.0      | 17        | 192.5 | 17    |
| Броніслав Чех     | нормальний трамплін | 56.0      | 99.1      | 12        | 60.0      | 101.6     | 14        | 200.7 | 12    |

## Хокей
| 4th | Польща (POL) |
|     | Адам Ковальський Олександр Ковальський Влодзімеж Кригєр Віталіс Людвічак Чеслав Мархевчик Казімеж Матерський Альберт Маєр Роман Сабінський Казімеж Соколовський Юзеф Стоговський |

Турнірна таблиця
| М | Команда   | І | Пер | Н | Пор | Ш    | О  |
| - | --------- | - | --- | - | --- | ---- | -- |
| 1 | Канада    | 6 | 5   | 1 | 0   | 32:4 | 11 |
| 2 | США       | 6 | 4   | 1 | 1   | 27:5 | 9  |
| 3 | Німеччина | 6 | 2   | 0 | 4   | 7:26 | 4  |
| 4 | Польща    | 6 | 0   | 0 | 6   | 3:34 | 0  |

Зіграні матчі
| 4 лютого 1932  | Лейк-Плесід | Німеччина | – | Польща | 2:1 (0:0,1:1,1:0)  |
| 5 лютого 1932  | Лейк-Плесід | США       | – | Польща | 4:1 (1:0,2:0,1:1)  |
| 7 лютого 1932  | Лейк-Плесід | Канада    | – | Польща | 9:0 (2:0,5:0,2:0)  |
| 8 лютого 1932  | Лейк-Плесід | США       | – | Польща | 5:0 (1:0,1:0,3:0)  |
| 9 лютого 1932  | Лейк-Плесід | Канада    | – | Польща | 10:0 (5:0,1:0,4:0) |
| 13 лютого 1932 | Лейк-Плесід | Німеччина | – | Польща | 4:1 (0:0,2:1,2:0)  |